# Міхаель Ейтан
Міхаель Ейтан (івр. מיכאל איתן, уродж.. Міхаель Ейтан Гіршпрунг; 3 червня 1944, Тель-Авів — 8 листопада 2024) — ізраїльський політик, член Кнесету від партії Лікуд. 11-й міністр науки і технології в період з 9 липня 1997 року до 13 липня 1998 року. Міністр, відповідальний за поліпшення роботи державного сектора (2009—2013) у другому уряді Нетаньягу.

## Біографія
Міхаель Ейтан Гіршпрунг народився в Тель-Авіві, в родині промисловця Меїра Бен-Цві Гіршпрунга і його дружини Естер Гіршпрунґ, які репатріювалися в Палестину з Польщі. Пізніше він змінив прізвище на Ейтан, що початково було його другим ім'ям. Освіту здобув на юридичному факультеті Тель-Авівського університету. Пройшов службу в Армії оборони Ізраїлю, де дослужився до звання старшого сержанта і посади старшини піхотного батальйону. Ейтан був головою молодіжного руху «Херут», пізніше входив до Центрального Комітету партії «Херут» і став головою її відділення в місті Рамат-Ган. Був одним із засновників поселення Кохав-Яїр, де і жив багато років.
У 1984 році Міхаель Ейтан вперше був обраний до Кнесету від партії «Лікуд».
У Кнесеті 11-го скликання був членом комісії з освіти та культури, комісії у справах другого управління радіо і телемовлення, а також комісії кнесету. У Кнесеті 12-го скликання Міхаель Ейтан входив в комісії кнесету і у фінансовій комісії. Також працював в комісії з питань державного контролю. У цей період Ейтан виступав з ініціативою парламентського лобі на захист Країни Ізраїлю («Хазіт Ерец-Ісраель») і виступав за будівництво нових єврейських поселень в Юдеї, Самарії та секторі Гази.